# 佐賀の菱売り唄
佐賀の菱売り唄（さがのひしうりうた）は、佐賀県に伝わる民謡。

## 概要
佐賀県千代田町（現、神埼市）では菱の実が特産物であり、この曲は菱売り唄として歌われた。
『ヤンレサホイ』または『ヤンレサ節』とも呼ばれ、多くのうぐいす芸者歌手によってレコード化された。

## 主な歌詞
佐賀の奥からヨー　通い来る船人さんは
やんれさほい
濡れて棹さす　嵐のいかだ船
やんれさほい

なかなかなかなかヨー　なかなか逢えぬ
やんれさほい
逢えぬ中から　逢うた仲
やんれさほい

## レコード化した歌手
- 新橋喜代三
- 南地世々香
- 小唄勝太郎[2]
- 赤坂小梅[3]
- 橘玉枝
- 藤みち子
- 高橋キヨ子